# Pavel Čížek
Pavel Čížek (* 20. dubna 1964 Plzeň) je český politik a agronom, od července 2022 místopředseda STAN, v letech 2000 až 2004 a znovu od roku 2012 zastupitel Plzeňského kraje (od roku 2016 navíc náměstek hejtmana), bývalý dlouholetý starosta města Spálené Poříčí.

## Život
Mezi roky 1978 a 1982 vystudoval Gymnázium Blovice. Poté začal studovat obor fytotechnika na Agronomické fakultě Vysoké školy zemědělské v Praze, promoval roku 1986 a získal titul Ing.
Po absolvování základní vojenské služby pracoval v letech 1986 až 1990 jako agronom zemědělského podniku. Byl i ředitelem Církevní odborné školy ve Spáleném Poříčí, kde stále učí v rámci univerzity třetího věku předmět Ochrana památek. Kromě toho je registrován jako soukromě hospodařící rolník.
Pavel Čížek je ženatý, s manželkou Věrou mají tři děti: Jiřího, Barboru a Jakuba.

## Politická kariéra
V roce 1990 byl zvolen místostarostou města Spálené Poříčí, ve volbách v roce 1994 mandát zastupitele města obhájil jako nezávislý na kandidátce subjektu Sdružení ODS, NK a následně byl zvolen starostou města. Funkce zastupitele a starosty města pak obhájil ve volbách v roce 1998 (nestraník za KDU-ČSL, lídr kandidátky), v roce 2002 (nestraník za Sdružení nezávislých, lídr kandidátky), v roce 2006 (nezávislý za Sdružení SNK ED, NK, lídr kandidátky), v roce 2010 (nestraník za STAN v rámci subjektu Sdružení nezávislých Spálenopoříčska, sdružení politického hnutí "STAROSTOVÉ a NEZÁVISLÍ" a nezávislých kandidátů, lídr kandidátky) a v roce 2014 (člen STAN v rámci subjektu Sdružení nezávislých Spálenopoříčska, lídr kandidátky).
V letech 1993–2000 působil v Okresním shromáždění Plzeň-jih, kde byl členem dopravní a finanční komise. V roce 1999 byl zakládajícím členem Sdružení měst a obcí Plzeňského kraje a stal se zástupcem okresu Plzeň-jih ve správním výboru.
V letech 2000 až 2004 zastával funkci zastupitele Plzeňského kraje, kandidoval jako nestraník za hnutí NEZÁVISLÍ. Současně byl taktéž předseda Komise životního prostředí Plzeňského kraje a člen Výboru pro školství a vzdělávání. Mandát krajského zastupitele se pokoušel znovu získat i ve volbách v roce 2004 (nestraník za SNK) a v roce 2008 (nestraník za SNK ED v rámci Koalice pro Plzeňský kraj), ale ani jednou neuspěl. Do krajského zastupitelstva se vrátil až po volbách v roce 2012, kdy uspěl jako člen STAN v pozici lídra kandidátky TOP 09 a Starostové pro Plzeňský kraj.
Třikrát také neúspěšně kandidoval v Plzeňském kraji do Poslanecké sněmovny PČR, nejprve v roce 2002 jako nestraník za SNK, po druhé v roce 2010 jako nestraník za TOP 09 a po třetí v roce 2013 jako člen STAN na kandidátce TOP 09. Je místopředsedou STAN, předsedou tohoto hnutí v Plzeňském kraji, v minulosti byl členem předsednictva a celostátního výboru STAN.
V krajských volbách v roce 2016 byl z pozice člena hnutí STAN lídrem kandidátky subjektu "Starostové a Patrioti s podporou Svobodných a Soukromníků" v Plzeňském kraji. Mandát krajského zastupitele se mu podařilo obhájit. Dne 21. listopadu 2016 byl navíc zvolen náměstkem hejtmana pro oblast dopravy.
Na IX. republikovém sněmu STAN v Praze dne 25. března 2017 byl zvolen členem předsednictva hnutí. V komunálních volbách v roce 2018 obhájil jako člen hnutí STAN post zastupitele města Spálené Poříčí, když kandidoval za subjekt s názvem "SDRUŽENÍ NEZÁVISLÝCH SPÁLENOPOŘÍČSKA". Neusiloval už však o funkci starosty města, v níž jej dne 1. listopadu 2018 nahradil stranický kolega Jindřich Jindřich. On sám se stal místostarostou města.
V krajských volbách v roce 2020 obhájil jako člen hnutí STAN post zastupitele Plzeňského kraje, když kandidoval za subjekt „STAROSTOVÉ (STAN) s JOSEFEM BERNARDEM a podporou Zelených, PRO PLZEŇ a Idealistů“. Dne 12. listopadu 2020 se navíc stal náměstkem hejtmanky Plzeňského kraje pro dopravu. Na mimořádném sjezdu STAN v červenci 2022 v Hradci Králové byl zvolen místopředsedou hnutí.
V komunálních volbách v roce 2022 obhájil jako člen hnutí STAN post zastupitele města Spálené Poříčí, když kandidoval za uskupení „SDRUŽENÍ NEZÁVISLÝCH SPÁLENOPOŘÍČSKA“ (tj. hnutí STAN a nezávislí kandidáti). Znovu se stal i místostarostou města.
V březnu 2024 byl zvolen lídrem hnutí STAN v krajských volbách v září 2024 do Zastupitelstva Plzeňského kraje. Mandát zastupitele kraje se mu podařilo obhájit. V říjnu 2024 se pak stal náměstkem hejtmana pro oblast dopravy.
Ve volbách do Poslanecké sněmovny PČR v roce 2025 kandiduje na 4. místě kandidátky hnutí STAN v Plzeňském kraji. Na celostátním sněmu hnutí STAN v květnu 2025 obhájil funkci místopředsedy hnutí.